# Antropologia urbana
L'antropologia urbana és un vessant de l'antropologia social consistent en l'estudi etnogràfic i transcultural de la urbanització global i de la vida a les ciutats. La seva recerca tracta noves perspectives de comprensió en àrees com l'urbanisme, l'esfera pública, l'activitat simbòlica en ciutats del món, la manera de producció industrial, el procés de globalització, la multiculturalitat, la societat de la informació, l'anàlisi de xarxes i els moviments socials.
Aborda la vida urbana a partir del treball de camp i la perspectiva holística propis de l'antropologia. Aquesta disciplina s'ocupa de la forma i l'espai de les ciutats, l'urbanisme com a forma relacional, els processos d'urbanització, les tipologies de les metròpolis, les expressions i manifestacions urbanes de tipus comunitari i els fenòmens migratoris. Les àrees metropolitanes s'han constituït en objecte d'estudi de les investigacions sobre temes com l'etnicitat, la pobresa, el conflicte urbà, el turisme, les classes socials i les variacions subculturals.

## Història

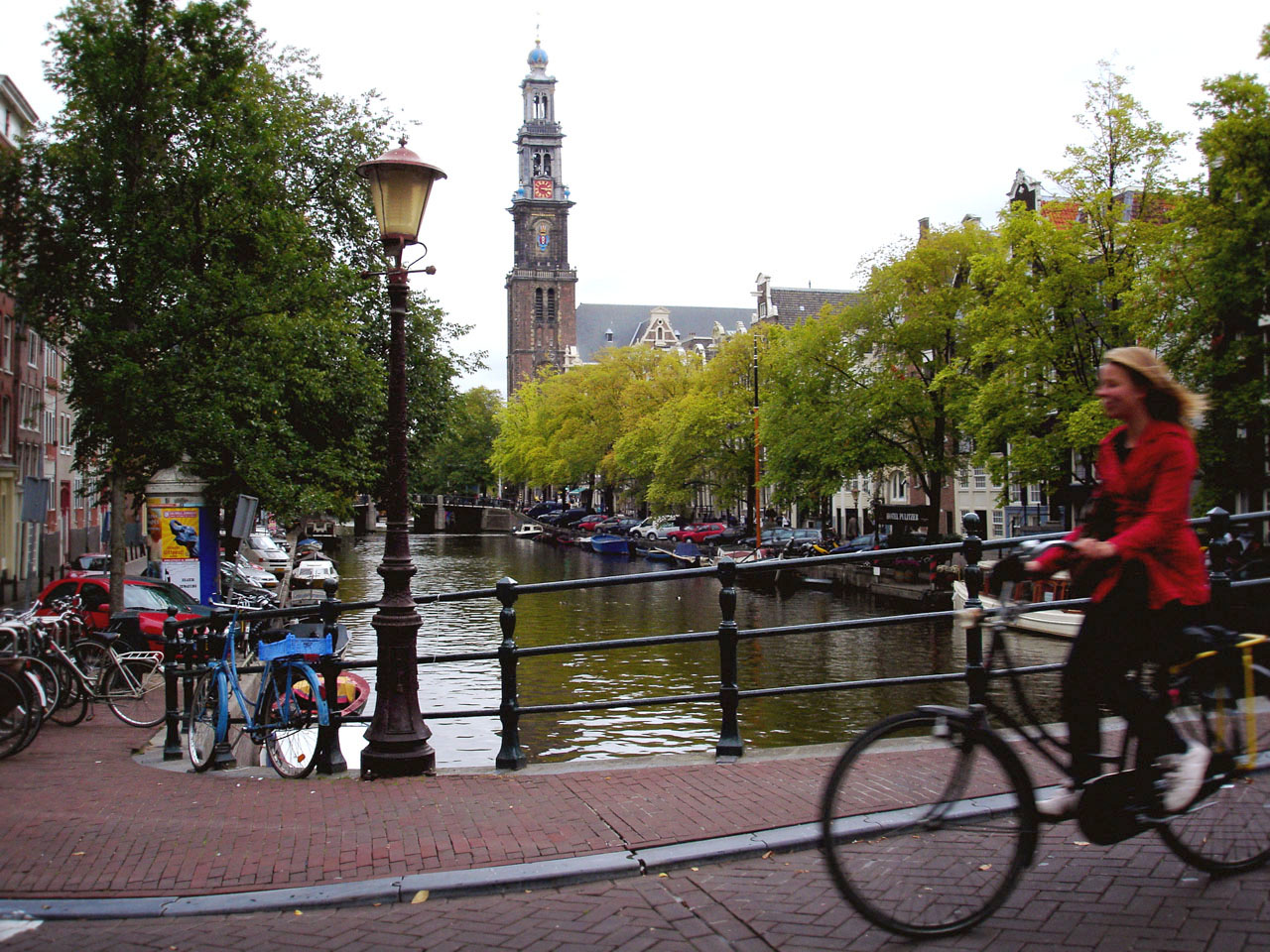
Espai públic a Amsterdam

El reconeixement oficial d'aquest tipus d'investigacions es va començar a gestar a finals dels anys 1970. Les primeres etnografies urbanes es van dur a terme a Londres a mitjans del segle xix. Aquestes primeres etnografies descriuen la vida que es desenvolupa a les barriades obreres com a conseqüència del procés d'industrialització. Això no obstant, l'Escola de Chicago de Sociologia, a través de la seva tasca de recerca, des de 1920 porta a terme el primer programa científic que estudia la ciutat a través d'un conjunt d'investigacions caracteritzades per l'observació i descripció de grups socials concrets. En el camp de l'antropologia urbana contemporània pot esmentar-se el treball de l'etnòleg Marc Augé i el seu estudi sobre els no-llocs. A diferència de l'antropologia rural, l'antropologia urbana es caracteritza per establir una metodologia que s'encarrega d'estudiar els tipus de vida o tribus urbanes pertanyents a la ciutat.
Un dels primers investigadors de la urbanització en els països en vies de desenvolupament, l'antropòleg Robert Redfield, reconegué que una ciutat (fins i tot una de preindustrial) és un context social molt diferent d'un poblat tribal o d'un poble rural, i va analitzar els contrastos entre la vida rural i la urbana. Va contrastar les comunitats rurals, en què les relacions es basen en el cara a cara, amb les ciutats, on la impersonalitat i l'anonimat caracteritzen molts aspectes de la vida. Redfield va proposar l'estudi de la urbanització a través d'un contínuum rural-urbà.
Cap a l'any 2025, els països en vies de desenvolupament representaran el 85% de la població mundial, comparat amb el 77% de 1992. Les solucions a futurs problemes depenen, cada vegada més, de la comprensió dels contextos culturals no occidentals. L'hemisferi sud augmenta constantment la seva proporció de població mundial i les taxes més altes de creixement de la població es donen a les ciutats del Tercer Món. L'any 1900 el món tenia només 16 ciutats amb més d'un milió d'habitants, però ja eren 276 el 1990. Cap al 2025, el 60% de la població global serà urbana, comparada amb el 37% de 1990. Si continuen les tendències actuals, l'increment de la població urbana i la concentració de gent en barris de barraques anirà acompanyada de creixents taxes de delinqüència i de contaminació de l'aigua, de l'aire i pel soroll. Aquests problemes seran més aguts en els països menys desenvolupats. Gairebé tot (97%) l'augment previst de la població mundial es donarà en els països en vies de desenvolupament, corresponent el 34% només a l'Àfrica. Tanmateix, el creixement global de la població afectarà l'hemisferi nord a través de les migracions internacionals.
A mesura que la industrialització i la urbanització s'estenen globalment, l'antropologia urbana estudia cada vegada més aquests processos i els problemes socials que es produeixen.